# Lasioglossum permetallicum
Lasioglossum permetallicum är en biart som beskrevs av Michener 1965. Lasioglossum permetallicum ingår i släktet smalbin, och familjen vägbin. Inga underarter finns listade i Catalogue of Life.

## Bildgalleri

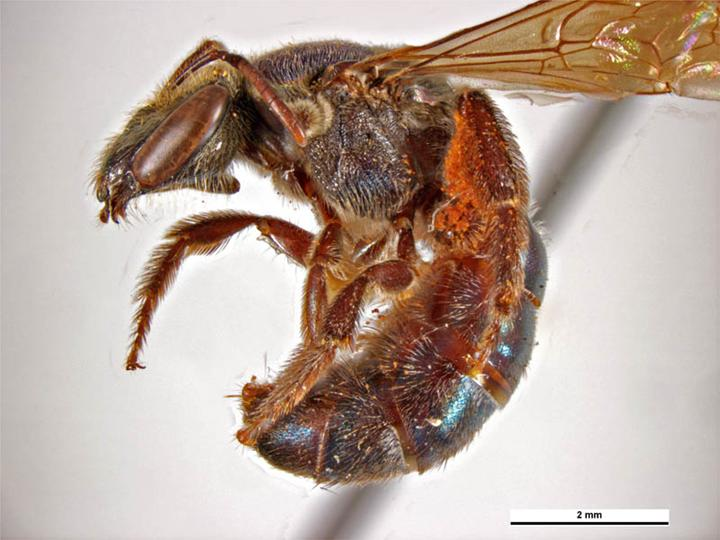